# Le Portrait de Dorian Gray (film, 1945)
Pour les articles homonymes, voir Le Portrait de Dorian Gray (homonymie).
Pour plus de détails, voir Fiche technique et Distribution.
Le Portrait de Dorian Gray (The Picture of Dorian Gray) est un drame fantastique américain écrit et réalisé par Albert Lewin, sorti en 1945. Ce film est l'adaptation du roman Le Portrait de Dorian Gray d'Oscar Wilde.
Le film se déroule à Londres, durant l'Époque victorienne, où Dorian Gray, un jeune homme, se voit peindre son portrait dans un tableau qui vieillit à sa place.

## Synopsis
Alors qu'il pose pour un tableau de son ami Basil Hallward, le jeune et bel aristocrate Dorian Gray rencontre l'ami de ce dernier, Lord Henry Wotton. Ce dernier persuade Gray que la seule vie qui vaille la peine est celle qui est consacrée au plaisir, car ce que les dieux donnent, ils se hâtent de le reprendre. Méditant là-dessus, Dorian souhaite alors que son portrait puisse vieillir à sa place, lui permettant d'être jeune à jamais. Sans s'en rendre compte, il a fait ce vœu en présence d'une statue égyptienne de chat aux supposés pouvoirs mystiques. Après avoir rompu sans ménagement ses fiançailles avec la chanteuse Sibyl Vane, Gray constate avec stupéfaction que le portrait a commencé à changer et se demande si son souhait s'est réellement accompli. Pris d'effroi, il fait enfermer la peinture dans son ancienne salle de classe et dissimule son emplacement en congédiant les domestiques qui ont déplacé le tableau. Voulant se rassurer, Gray se consacre de plus en plus à une vie de péché et de luxure sans cœur.
Âgé désormais de 40 ans, Dorian paraît toujours avoir 20 ans, ce qui impressionne la société mondaine londonienne sur son apparente immuabilité physique. Alors que le portrait est resté enfermé, Gray en détenant la seule clé, au fil des ans, de jeune et beau, il s'est transformé en une créature hideuse, semblable à un démon, reflétant ses innombrables péchés. Lorsque Hallward revoit sa peinture après l'avoir peinte des années auparavant, Gray assassine froidement son ami et enferme son corps dans la salle de classe à côté du portrait. Prenant bien soin de ne pas regarder le tableau, il fait chanter son ami, Allen Campbell, pour qu'il se débarrasse du corps d'Hallward. Campbell, bouleversé par son rôle dans la dissimulation du corps d'Hallward, se suicide.
Plus tard, Gray entame une romance avec Gladys, la nièce de Hallward. James Vane, le frère de Sibyl, suit Gray dans sa propriété de campagne en vue de venger la mort de Sibyl mais est abattu par accident au cours d'une partie de chasse. Gray se désespère de l'impact qu'il a sur les autres et réalise qu'il peut épargner le malheur à Gladys en la quittant. Après lui avoir envoyé une lettre rompant leurs fiançailles, Gray décide d'aller se confronter à son portrait pour la première fois. Horrifié par ce qu'il voit, il poignarde le portrait en plein cœur, cherchant à mettre fin au sort mais il crie comme s'il avait lui aussi été poignardé. Entendant ses hurlements, ses amis font irruption dans la salle de classe pour découvrir Gray mort à côté du portrait. Ils constatent avec incompréhension que le corps est extrêmement vieilli et déformé par un très grand âge alors que la toile, en revanche, montre un Dorian Gray jeune et innocent.

## Fiche technique
- Titre : Le Portrait de Dorian Gray
- Titre original : The Picture of Dorian Gray
- Réalisation : Albert Lewin
- Scénario : Albert Lewin, d'après le roman Le Portrait de Dorian Gray d'Oscar Wilde
- Direction artistique : Cedric Gibbons et Hans Peters
- Décors : Hugh Hunt
- Costumes : Valles
- Photographie : Harry Stradling Sr.
- Montage : Ferris Webster
- Musique : Herbert Stothart
- Production : Pandro S. Berman
- Société de production : Metro-Goldwyn-Mayer
- Société de distribution : Metro-Goldwyn-Mayer
- Budget : 3 500 000 de dollars
- Pays d'origine : États-Unis
- Langue originale : anglais
- Format : noir et blanc – le tableau est en technicolor 1.37 : 1 — 35 mm - son mono
- Genre : drame et fantastique
- Durée : 109 minutes
- Dates de sortie :
- États-Unis : 3 mars 1945
- France : 1948

## Distribution
- George Sanders : Lord Henry Wotton
- Hurd Hatfield : Dorian Gray
- Angela Lansbury : Sybil Vane
- Donna Reed : Gladys Hallward
- Peter Lawford : David Stone
- Lowell Gilmore : Basil Hallward
- Douglas Walton : Alan Campbell
- Richard Fraser : James Vane
- Mary Forbes : Lady Agatha
- Miles Mander : Sir Robert Bentley
- Lillian Bond : Kate
- Robert Greig : Sir Thomas
- Jimmy Aubrey : le conducteur de fiacre
- Pedro de Cordoba : le pianiste du Blue Gates Fields
- Jimmy Conlin : un pianiste
- Lumsden Hare : Thornton
- Stuart Holmes : Hunter
- Arthur Shields : le prêcheur dans la rue
- Frederick Worlock : Francis
- Moyna MacGill : la duchesse
- Morton Lowry : Adrian Singleton
- Skelton Knaggs : un serveur du Blue Gate Fields
- John George : le nain bossu
- Charles Coleman : valet des Hallward
- Anita Sharp-Bolster : Lady Harborough
- Kenneth Hunter : Sir Geoffrey Clouston
- Harry Allen : un fermier

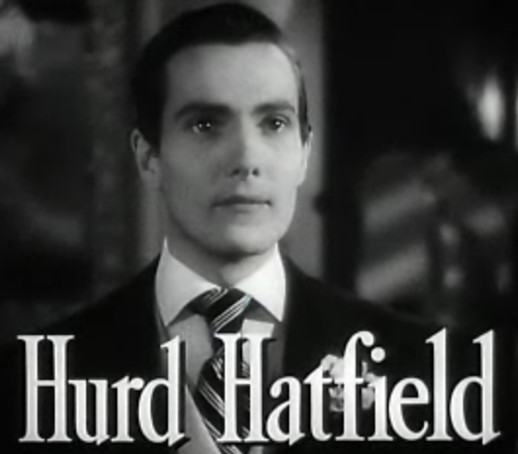
Hurd Hatfield
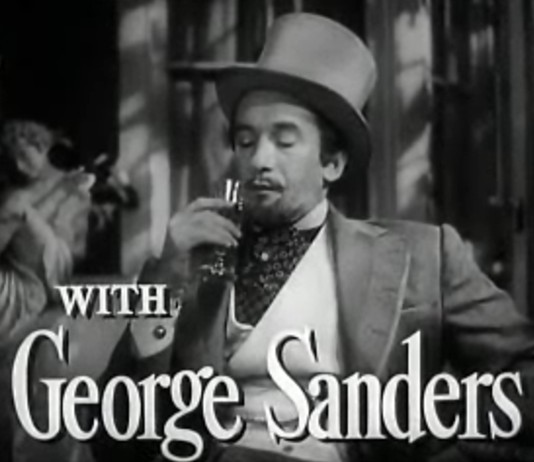
George Sanders
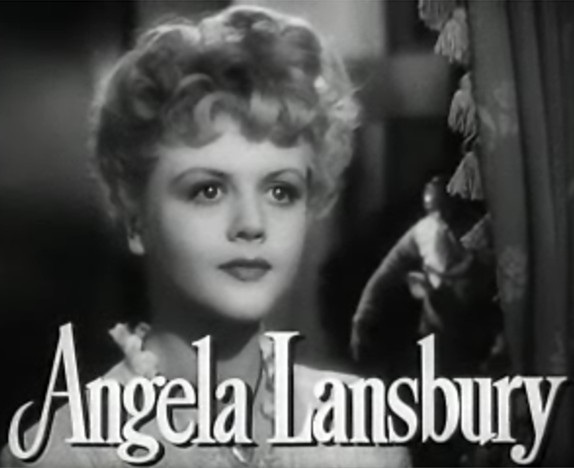
Angela Lansbury
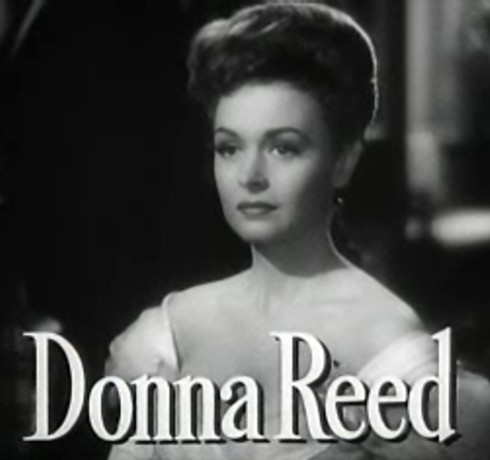
Donna Reed
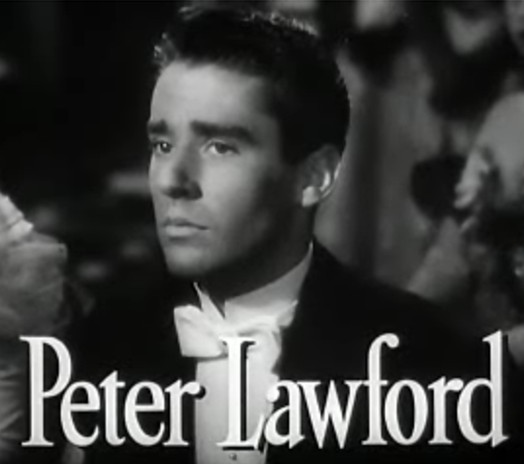
Peter Lawford
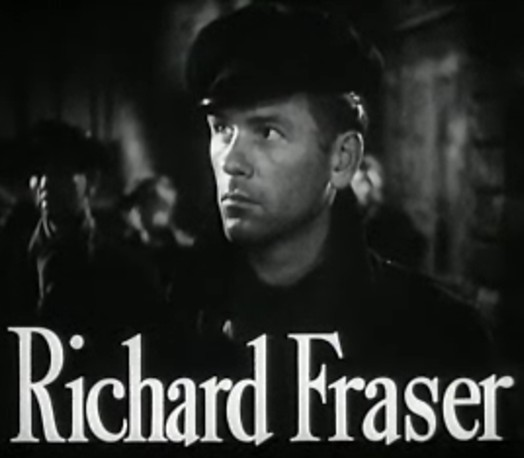
Richard Fraser
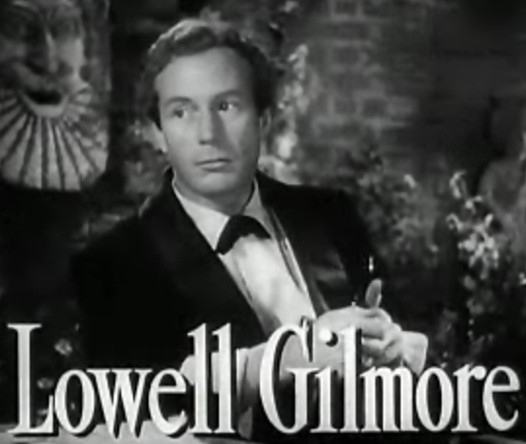
Lowell Gilmore

## Production

### Pré-production
Avant la version d'Albert Lewin, le roman d'Oscar Wilde avait déjà été adapté sept fois au cinéma. La version de Vsevolod Meyerhold et Mikhail Doronin sorti en 1915, fait jouer le rôle de Dorian Gray par une actrice Varvara Yanova.
Le scénario d'Albert Lewin est le seul à respecter les dialogues du roman original. Le film s'ouvre et se clôt par la même citation du Rubaiyat d'Omar Khayyam qu'il reprendra d'ailleurs pour son film suivant Pandora en 1951 :
I sent my soul through the invisible (J'ai envoyé mon âme à travers l'invisible)
Some letter of that after-life to spell (déchiffrer quelque élément de cet au-delà)
And by and by my soul returned to me (et mon âme finit par me revenir)
And answered I myself am Heaven and Hell (et rapporta que je suis moi-même le ciel et l'enfer)
Pandro S. Berman fut chargé de la production du film pour la Metro-Goldwyn-Mayer dont le budget alloué fut de 1 129 969 de dollars, mais était dépassé d'environ 700 000 de dollars. Le producteur Louis B. Mayer fit toutefois confiance au réalisateur et lui permit d'achever le tournage malgré les dépassements.

### Distribution et personnages

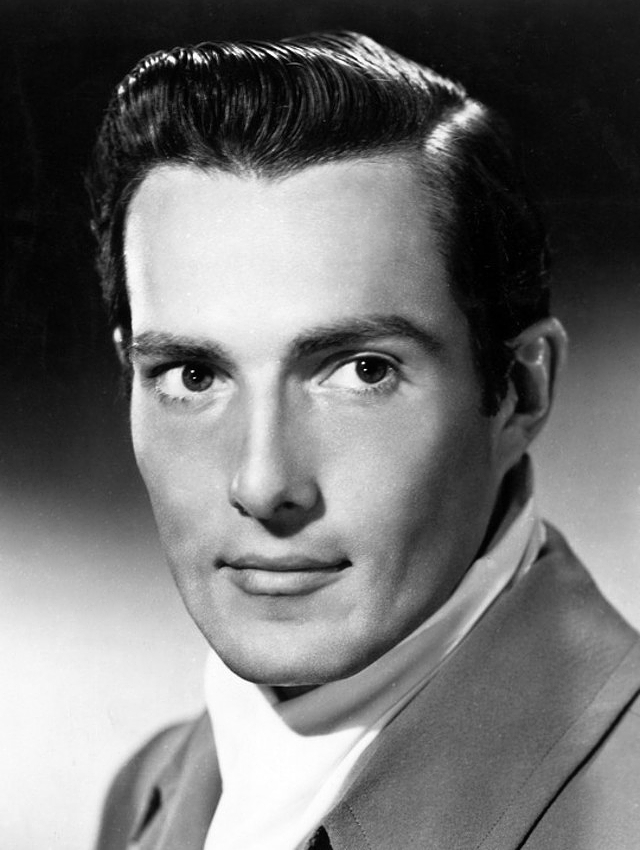
Hurd Hatfield

Plusieurs comédiens sont envisagés pour incarner Dorian Gray. Robert Taylor, Gregory Peck, Montgomery Clift et même Greta Garbo qui souhaitait faire son retour en interprétant le rôle. Mais il était inconcevable pour des questions de censure qu'une femme puisse jouer un rôle en travesti. Finalement, ce fut un jeune acteur, Hurd Hatfield, qui n'avait jamais tourné dans un film et qui venait du théâtre qui fut choisi, alors qu'il pensait ne pas correspondre au personnage.

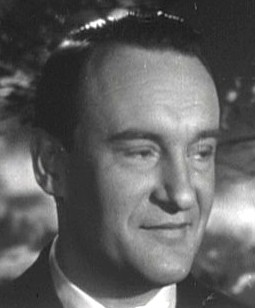
George Sanders

Le rôle de Lord Henry Wotton fut confié à George Sanders. Ce dernier avait déjà joué pour Albert Lewin dans son premier film The Moon and Sixpence (1942) et dans le suivant The Private Affairs of Bel Ami (1947). C'est la tête d'affiche du film, le rôle correspondant au personnage principal du roman.
Angela Lansbury incarne Sibyl Vane. C'est son deuxième film et le réalisateur n'envisageait pas qu'elle pût incarner le personnage. Il fit cependant quelques adaptations dans le scénario pour la comédienne.
Le personnage de Gladys Hallward incarné par Donna Reed et celui de David Stone joué par Peter Lawford sont inventés pour les besoins du film et n'existent pas dans le roman original.
Selon Patrick Brion, le choix de confier le rôle du tenancier du Blue Gate Field à John George, qui avait incarné l'ami de Lon Chaney dans L'Inconnu, peut être vu comme un hommage à Tod Browning.

### Tournage

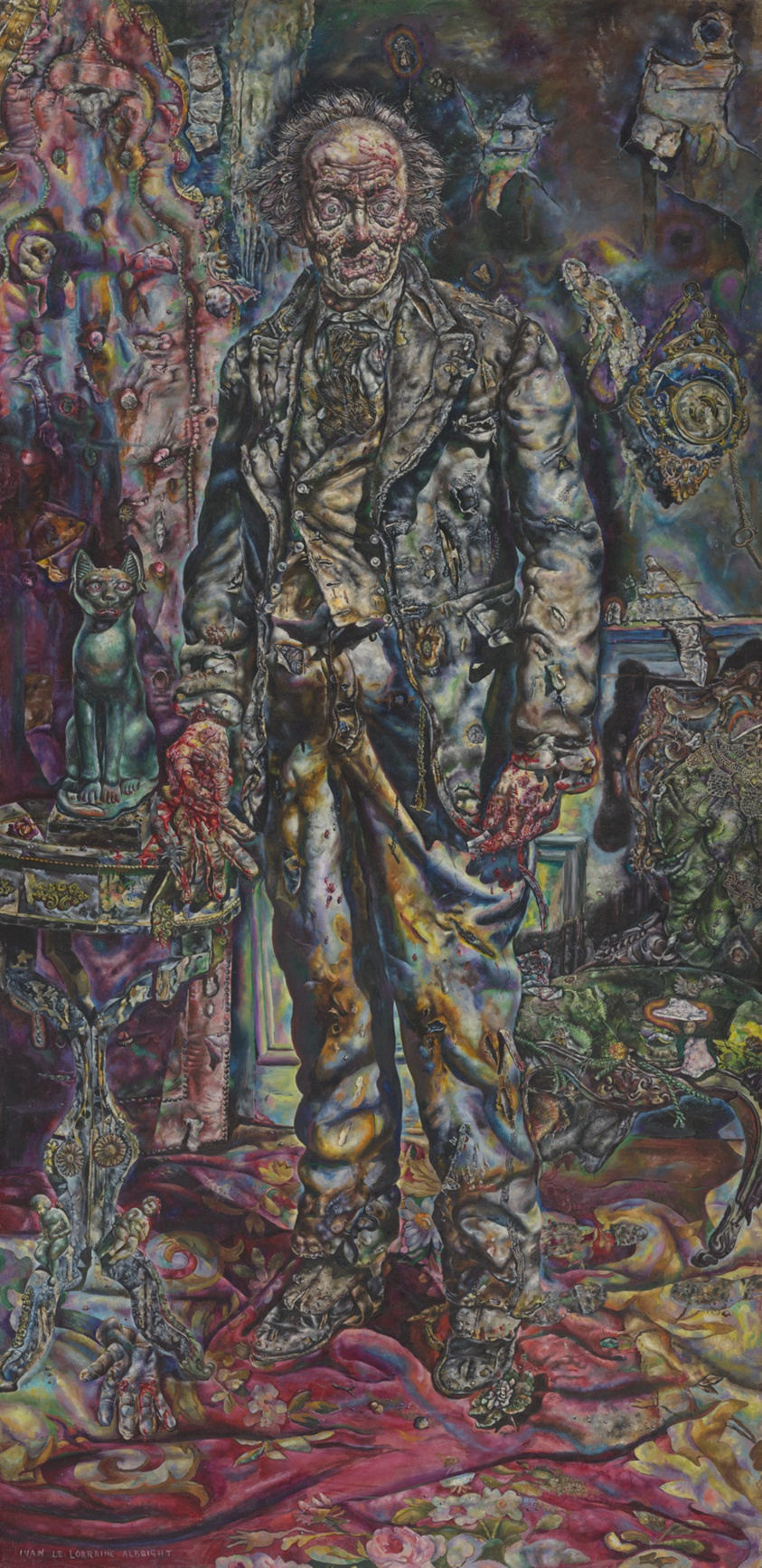
Ivan Albright, Portrait de Dorian Gray Art Institute of Chicago.

Le tournage du film dura quatre mois, du 8 mars à la mi-juin 1944, dans les studios de la Metro-Goldwyn-Mayer. Albert Lewin fut assisté par Gordon Wiles. Le choix du noir et blanc par le réalisateur symbolise le bien et le mal, seules les peintures sont filmées en couleur. Pour accentuer le caractère mystérieux de la physionomie de Dorian Gray, le metteur en scène s'est imposé de ne pas filmer le comédien Hurd Hatfield après quatre heures de l'après-midi, et de le filmer en plan général quand l'acteur présentait des signes de fatigue.
Dans une des scènes du film, il était prévu d'incorporer un numéro de danse balinaise interprété par la compagnie de danseurs de Devi Dja. Cette scène fut coupée au montage.

### Musique
Sont utilisés dans le film la Sonate au clair de lune de Ludwig van Beethoven et le Prélude pour piano n° 24 de Frédéric Chopin (interprétés par Lela Simone), ainsi que la chanson Goodbye Little Yellow Bird de Clarence Wainwright Murphy, William Heargreaves et Dan O'Brien.

### Accessoires
Par leur nature symbolique, les objets jouent un rôle important dans le film. L'ouverture montre lord Henry Wotton en cab lisant Les Fleurs du mal. Le chat de bronze à l'origine du sortilège est copié d'après une statuette égyptienne exposée au musée d'art de Saint-Louis. Dans la pièce où est caché le tableau se trouvent des cubes disposés d'une certaine manière de sorte que les lettres qui y figurent donnent les initiales des victimes de Dorian Gray. 
Pour les peintures des portraits de Dorian Gray, Albert Lewin choisit de confier la réalisation du portrait non corrompu à Malvin Marr Albright et celui en décomposition à son frère Ivan Albright. Le portrait de Malvin Marr ne fut pas retenu et fut remplacé par une autre version peinte par Henrique Medina. Le Portrait de Dorian Gray d'Ivan Albright est exposé à l'Art Institute of Chicago.

## Récompenses
- Oscar 1946
  - Meilleure photographie en noir et blanc pour Harry Stradling
- Golden Globe 1946
  - Meilleure actrice dans un second rôle pour Angela Lansbury

### Articles contextes
- Pandora d'Albert Lewin
- Le Portrait de Jennie de William Dieterle
- Ivan Albright
- Portrait de Dorian Gray tableau destiné au film.